# دونتسک
دونتسک (به اوکراینی: Донецьк) یکی از شهرهای اوکراین تحت کنترل نیروهای مسلح روسیه است.

## شهرهای خواهرخوانده
- لندن

- رم

- مسکو